# Новосибирск-Южный
Новосибирск-Южный (до 1960 — Новосибирск-Алтайский, до 1926 — Новониколаевск-Алтайский, до 1924 — Новониколаевск II) — железнодорожная станция Западно-Сибирской железной дороги, расположенная в Октябрьском районе Новосибирска. Была открыта в 1915 году вместе с вводом Алтайской железной дороги.

## История
За право быть местом постройки станции шла борьба между Новосибирском (тогда Новониколаевск) и Томском (административным центром Томской губернии). Для сооружения станционного комплекса использовались типовые проекты, разработанные для Алтайской железной дороги. Место для постройки было выбрано Новосибирской городской думой 22 октября.  Для будущей станции был выбран участок, ограниченный с юга городской чертой Новониколаевска (сейчас — Коммунстроевская улица), с севера — Гавриловской (улица Добролюбова), с востока — Казанской (улица Декабристов) и с запада — Трактовой улицей. Строительство продолжалось с 1912 по 1915 год, здание вокзала появилось в 1914. Кирпичные постройки станционного комплекса располагались в несколько ярусов. Станция стала местом, где брала начало новая Алтайская железная дорога. При ней сформировался пристанционный посёлок Алтайская.

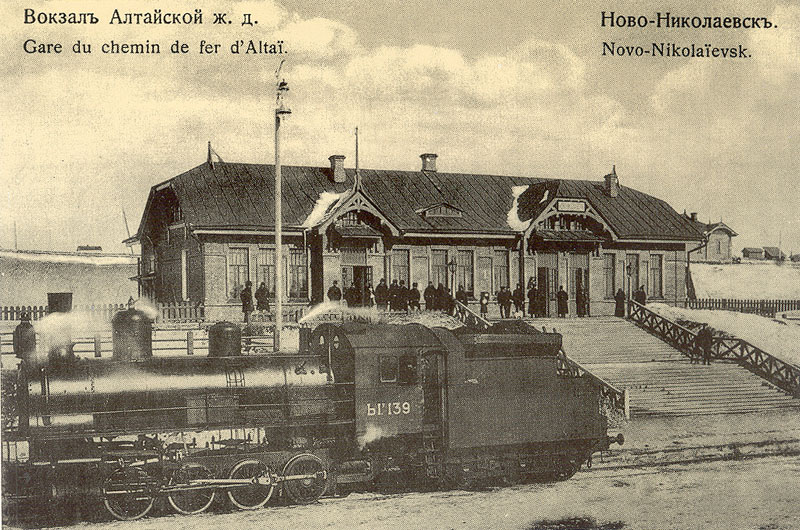
Станция в 1910-х годах.

Комплекс станции «Ново-Николаевск» включал вокзал с подсобными сооружениями (санитарный узел, складское помещение), медицинский пункт, школу, жилые здания для семей железнодорожных работников, водонапорную башню, веерное депо с поворотным кругом и т. д. Из расположенных на рельефном участке объектов была образована ярусная композиция: на первом ярусе разместились пути и перрон, на втором — вокзал с подсобными сооружениями, на третьем и четвёртом — жилые здания и водонапорная башня.

## Вокзал
У улицы Никитинской и около завода «Труд» возникла железнодорожная станция Алтайская (в последствии - Новосибирск-Южный) с пассажирским каменным вокзалом. Здание вокзала построено в 1914 году. Расчётная вместимость — 50 пассажиров. Обслуживание пассажиров — около 604 тысяч человек в год.

## Объекты культурного наследия
В 2015 году восемь сооружений станционного комплекса были включены в перечень выявленных объектов культурного наследия Новосибирской области: пассажирский вокзал, административное здание, четыре жилых дома, пакгауз и водонапорная башня.